# Silene popovii
Silene popovii är en nejlikväxtart som beskrevs av Boris Konstantinovich Schischkin. Silene popovii ingår i släktet glimmar, och familjen nejlikväxter. Inga underarter finns listade i Catalogue of Life.